# 三國志孔明伝
『三國志孔明伝』（さんごくしこうめいでん）は、1996年4月に光栄（現・コーエーテクモゲームス）より発売されたコンピューターゲームソフト。キャンペーン式の戦術級シミュレーションRPGである。「英傑伝シリーズ」の2作目。プロデューサーはフクザワ・エイジ

## 作品解説
Microsoft Windows版の発売後、各家庭ゲーム機用ソフトとして移植された。また、「コーエー定番シリーズ」などの廉価版も発売されている。
プレイヤーは蜀（蜀漢）の丞相である諸葛亮となって中国の統一・漢王朝の復興を目指す。基本的な物語の流れは小説『三国志演義』に準じているが、終盤からゲームオリジナルの内容となっている。諸葛亮の寿命が設定されており、諸葛亮の敗退によってリトライを一定以上繰り返すと、後半のシナリオで諸葛亮が死亡する史実の展開に分岐するようになる。
また、コンシューマ移植版では龐統や関羽を生き残らせたり、劉禅を廃して諸葛亮自ら帝位に就くなどの分岐シナリオが用意されている。ゲームボーイアドバンス版では、各キャラクターを解説する人物伝やフリーシナリオが追加されている。

## 各章解説

### 第一章 三国鼎立
諸葛亮の出盧から夷陵の戦いまでを描く。
初期の劉備軍の武将は、諸葛亮・趙雲を除いて、殆どが死亡・裏切りなどで第二章以降は使えない。
PC版では龐統を生存させる手立てはないため、関羽も麦城で討ち取られ、劉備は夷陵の敗戦が元となり崩御する。
コンシューマ版では選択肢と「巴西の戦い」でのターン数、「ラク城攻略戦」で友軍扱いの龐統を生存させられるかどうか次第で龐統を生存させることができ、結果的に「麦城の戦い」で諸葛亮たちが援軍に向かう事ができ、関羽が生存する可能性もある。その場合は「夷陵の戦い」は起こらず第二章へ。

### 第二章 南征編
陽平関での魏軍迎撃から南蛮平定までを描く。ここから後の蜀を支える武将たちが配下に加わる。
PC版のみで配下に加わる武将も存在する。
コンシューマ版では「夷陵の戦い」を回避した場合、「陽平関の戦い」以降は劉備・関羽・張飛の3人は成都の守りのために仲間から外れる。また、孟獲を撃破した回数が一定以下だと、最後に捕らえた時に何も言わずに去っていく。さらに、「夷陵の戦い」を回避した場合は、南蛮平定後に劉備が崩御する。

### 第三章 北伐・前編
出師の表を劉禅に奉じてから、街亭での敗戦までを描く。ここから司馬懿が敵将として登場する。
PC版では街亭の戦いで敵を全滅させても結局は「漢中撤退戦」に移行し、クリア後には馬謖を斬るか否かの選択を迫られる。馬謖を斬った場合は一部の武将を除いて仲間全員のLVが5上昇、許した場合は馬謖が生き残る。
コンシューマ版では街亭の戦いで敵を全滅させた場合、「漢中撤退戦」にも移行せず馬謖を斬るか否かの選択もなく第四章へと進むほか、後述の馬謖が謀反を持ちかけるフラグも立たない。また、関羽が生存している場合、北伐開始前に張飛共々引退し、関興・関索・張苞（生存していれば関平も）のLVが5上昇する。黄忠・厳顔も引退を申し出て、それぞれ武器を手渡してくれる。

### 第四章 北伐・後編
再び北伐を開始してから、五丈原の戦いまでを描く。この「五丈原の戦い」までに諸葛亮の寿命が残っているかどうかでシナリオが分岐し、残っていれば最終章へ、残っていなければバッドエンド。
コンシューマ版では「街亭の戦いで馬謖が撤退しており、馬謖の罪を許した」のならば、劉禅からの帰還命令が出た際に、謀反を起こすことも可能。

### 最終章 三國志孔明伝
ゲームオリジナルの展開。五丈原から長安に向けての進撃から、クーデターで魏の実権を握った司馬懿との洛陽での最終決戦までを描く。この章では諸葛亮の息子・諸葛瞻も仲間に加わる事となり、これまでの選択次第で能力が変化する。
コンシューマ版では孟獲を捕らえた回数が一定以下だと、呉との戦いの前に再び蜂起した孟獲と戦う事となる。